# プラグノズル
プラグノズルとはジェットエンジンやロケットエンジンや噴霧機等に使用されるノズルの一種で、ノズルスロート内に配置されたプラグと、このプラグに沿って推力を偏向する推力ダイバータ機構を備える。

## 概要
プラグノズルは排気流が常に環境圧とつりあいながら膨張することで，ノズルの設計点に限らず幅広い圧力比で高い推力効率を保つ優れた性質がある。
ノズルの噴射口に推力ダイバータ機構を備えることにより、膨張率を可変化する事が可能になり、これにより航空機の運転条件を高度に応じて最適化できる。ロケットエンジンのみならずエアブリ−ジングエンジンにおいてもその利用が検討されている。
プラグノズル特有の問題として噴射口付近でのポートテールドラッグの問題が挙げられる。ポートテールドラッグを低減するためにさまざまな方法が検討される。

## 特許
- アメリカ合衆国特許第 4,220,001号
- アメリカ合衆国特許第 6,568,171号